# Interstate H-2
Interstate H-2 (H-2, denominada Veterans Memorial Freeway) é uma rodovia interestadual localizada na ilha de Oʻahu, no estado norte-americano do Havaí. A rodovia norte-sul liga a H-1 em Pearl City a Mililani e Wahiawa, onde termina na Route 99 perto de Schofield Barracks.
O Sistema Interestadual foi expandido para o Havaí em 1960 ao longo de vários corredores, tendo a H-2 sido atribuída à ligação norte-sul entre a área de Honolulu e Wahiawa. A construção começou em 1971 e a primeira seção foi aberta ao trânsito em 3 de outubro de 1974. O resto da H-2 foi concluído em 21 de fevereiro de 1977.